# Liste des monuments d'Agadir
Ceci est une liste des monuments classés par le ministère de culture marocain aux alentours d'Agadir.
| Identifiant monument                                         | Site   | Monument                | Adresse | Date de classement | Décret | Coordonnées                        | Illustration               |                       |
| ------------------------------------------------------------ | ------ | ----------------------- | ------- | ------------------ | ------ | ---------------------------------- | -------------------------- | --------------------- |
| pc_architecture/sanae:190005 et pc_architecture/sanae:410001 | Agadir | Kasbah d'Agadir         |         |                    |        | 30° 25′ 46″ nord, 9° 37′ 27″ ouest | Kasbah d'Agadir            | Télécharger une image |
| pc_architecture/sanae:350016                                 | Agadir | phare d'Arhesdis (d)    |         |                    |        | 30° 25′ 47″ nord, 9° 38′ 08″ ouest | Image manquante Téléverser | Télécharger une image |
| pc_architecture/sanae:270029                                 | Aourir | Medersa Al Amrou (d)    |         |                    |        | 30° 31′ 01″ nord, 9° 35′ 14″ ouest | Image manquante Téléverser | Télécharger une image |
| pc_architecture/sanae:190005 et pc_architecture/sanae:410001 | Agadir | Kasbah d'Agadir         |         |                    |        | 30° 25′ 46″ nord, 9° 37′ 27″ ouest | Kasbah d'Agadir            | Télécharger une image |
| pc_architecture/sanae:180117                                 | Agadir | Jardin Ibn Zidoun (d)   |         |                    |        | 30° 25′ 07″ nord, 9° 35′ 37″ ouest | Image manquante Téléverser | Télécharger une image |
| pc_architecture/sanae:180116                                 | Agadir | Jardin du Portugal (en) |         |                    |        | 30° 25′ 27″ nord, 9° 35′ 49″ ouest | Jardin du Portugal (en)    | Télécharger une image |